# PowerPC 603

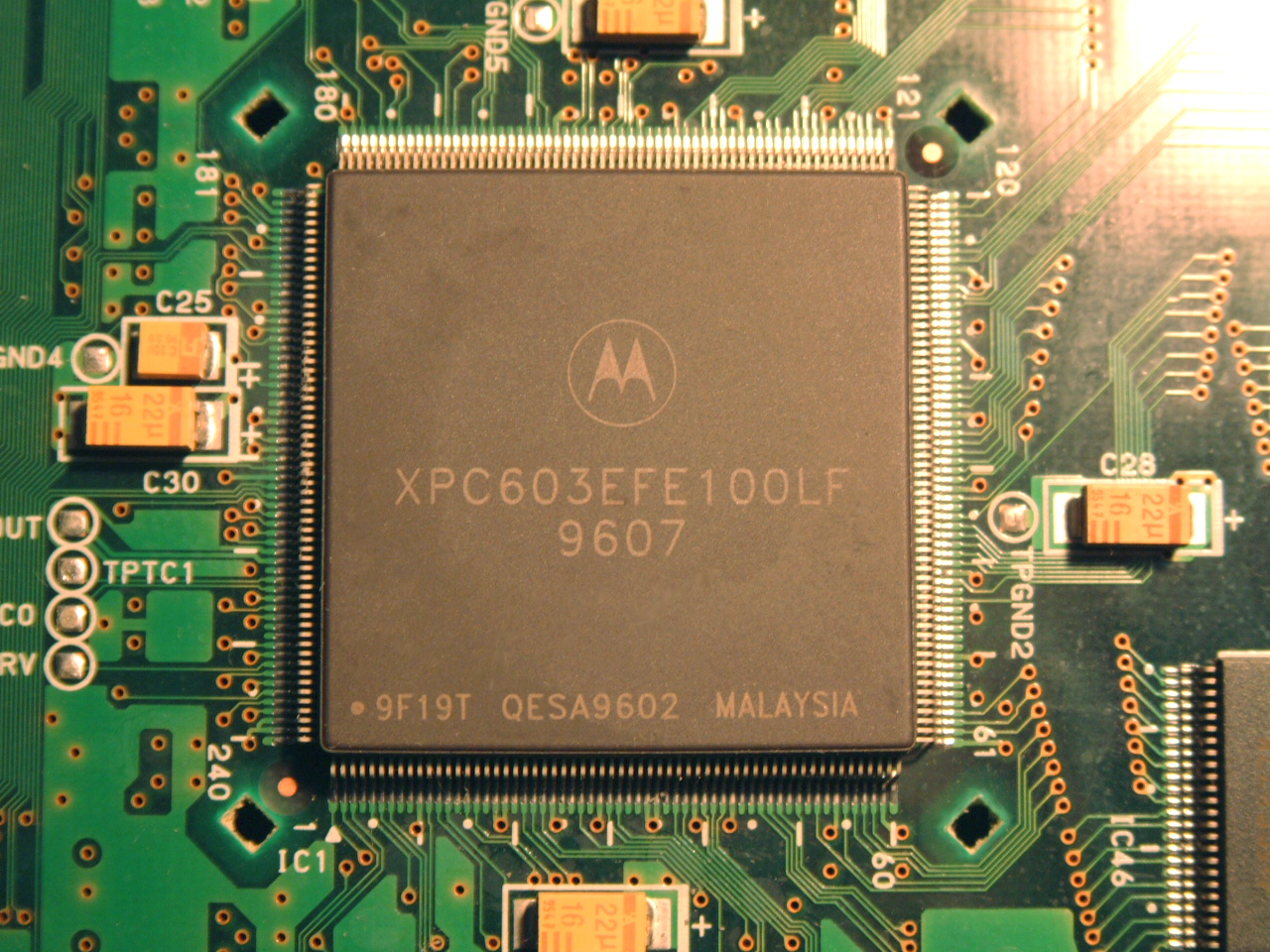
XPC603EFE100LF

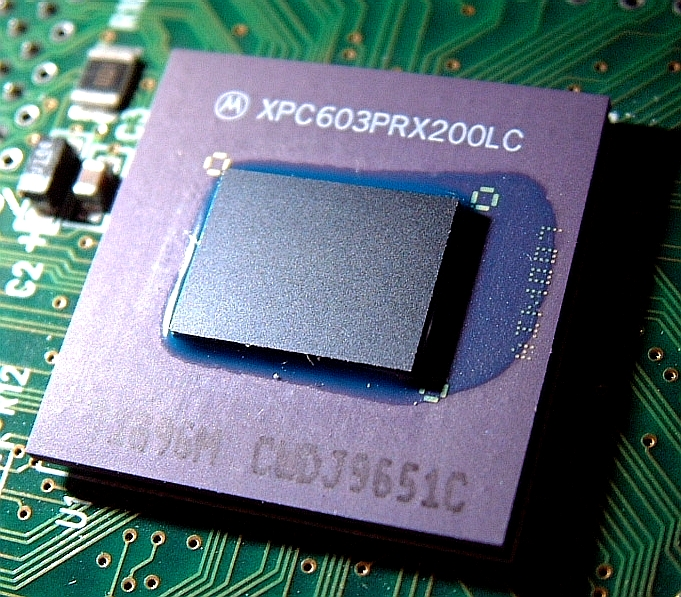
XPC603PRX200LC

PowerPC 603シリーズは1995年からリリースされたApple Computer、モトローラ、IBMが共同で開発した32ビットのRISCマイクロプロセッサである。PowerPC 601の後継として、低消費電力に主眼を置いて開発された。Apple ComputerのPowerBookシリーズ、Performaシリーズなどに採用された外、組み込み用途では現在も用いられている。
PowerPC 603には発展系の同603e、603evが存在する。パーソナルコンピュータに採用されていた期間が長いことや、現在も生産されていることなどから603よりもむしろ603eの方が一般的である。また、603eと603evの区別は曖昧である。

## 設計
PowerPC 603及びその発展型である603e、603evは32ビットのRISCプロセッサである。POWER1をベースとした先代のPowerPC 601とは異なり、当時のPOWER2との互換性は考慮されていない。主な仕様は以下の通りである。
- 3(うち1は分岐)命令実行[2]のアウト・オブ・オーダー実行可能なスーパースカラコア
- 32ビットのアドレスバス
- 内部／外部64ビットのデータバス
- 整数演算ユニット×1
- 浮動小数点数演算ユニット×1
- 603では16KBのL1キャッシュ、603e以降は32KBのL1キャッシュ
- L2キャッシュはシステムバス上に任意で搭載
- コア2.5V、I/O3.3Vの低電圧動作
- パワーマネージメントシステム
- プロセスは0.25μm~0.5μm

動作クロックは初期の603で66MHzで、最終的には300MHzのものまで開発された。

## 特徴
低消費電力なPowerPCの中でも特に低消費電力である。300MHzでの平均消費電力は3.5W。ダイサイズも小さく、価格も同世代の604シリーズに対して低価格であった。これらのことからノートパソコンやローエンド～ミッドレンジの据え置き型に多く採用された。
一方で処理性能に関しては、整数演算ユニット及び浮動小数点数演算ユニットが大変強力なPowerPC 604シリーズには遠く及ばず、603ev 240MHzでようやく604e 150MHz~180MHzに並ぶ程度であった。また、1クロックあたりの処理能力は601にも劣った。603eの後継であるPowerPC 750(G3)では整数演算ユニットの強化及びバックサイドL2キャッシュの採用により大幅に性能が向上し、604シリーズを凌駕する性能を得たが、それでもFPUの性能では劣っていた。

## 製品
- PowerPC 603
- PowerPC 603e
- PowerPC 603ev